# Тимофеев, Даниил Юрьевич
Даниил Юрьевич Тимофеев (17 марта 2003, Москва) — российский футболист, нападающий.

## Биография
Начинал играть в футбол в Москве. Позднее перебрался в Сербию, где на юношеском и молодёжном уровне представлял белградские команды «Црвена звезда», «Графичар», «ИМТ».
В начале 2022 года перешёл в эстонский клуб «Левадия» (Таллин), где в первой половине сезона выступал за резервную команду в первой лиге Эстонии. За основной состав «Левадии» сыграл единственный матч 1 июля 2022 года в высшем дивизионе Эстонии против таллинского «Калева», заменив на 81-й минуте Закария Бегларишвили. В августе-сентябре 2022 года выступал на правах аренды за «Калев», сыграл 3 матча в высшей лиге, в которых выходил на замены, а также сделал хет-трик в матче Кубка Эстонии против клуба «Соккернет» (15:0).
В начале 2023 года перешёл в клуб второй лиги России «Торпедо» (Владимир). В 2024 году перешёл в клуб второй лиги «Знамя Труда».